# Tove Svendsen Kunsthåndværk
 Der er for få eller ingen kildehenvisninger i denne artikel, hvilket er et problem. Du kan hjælpe ved at angive troværdige kilder til de påstande, som fremføres i artiklen.

Tove Svendsen Kunsthåndværk blev etableret i 1974 af Tove Svendsen og stod gennem de følgende årtier for en væsentig produktion af forskellige typer og serier af platter. Virksomheden var beliggende i Søborg men flyttede senere til Bagsværd.
Tove Svendsen stod for designet af platterne, men produktionen af platterne blev udført af samarbejdspartnere som bl.a. Scan-Levken Design. 
Da Tove Svendsen i 1999 gik på pension overtog Scan-Levken Design Tove Svendsen Kunsthåndværk og fortsatte med at udgive platterne under Tove Svendsen navnet og eget navn. 
En del serierne er dog gennem årene blev indstillet. Se mere info under Scan-Levken Design 

## Fiskerierhvervsplatter
Tove Svendsens serie med Fiskerierhvervsplatter udkom som en årsplatte fra 1975.
Hver platte viser et dansk fiskefartøj og på bagsiden er der en kort beskrivelse af fartøjet. Platterne har desuden en guldkant samt en ydre kant i form af et reb.
Diameter: 19,4 cm 
| Årgang | Motiv                           | Kunstner          | Oplag |
| ------ | ------------------------------- | ----------------- | ----- |
| 1975   | E 610 Orient af Esbjerg         | - Info mangler    | 4.500 |
| 1976   | L 229 Maria Hametner            | - Info mangler    | 5.500 |
| 1977   | Nikoline af Listed              | - Info mangler    | 6.500 |
| 1978   | T 50 Heimdal af Vorupør         | Poul T. Rasmussen | 6.500 |
| 1979   | FN 137 Brønnum af Frederikshavn | Poul T. Rasmussen | 6.500 |
| 1980   | RI 456 Klinton af Hvide Sande   | Poul T. Rasmussen | 6.750 |
| 1981   | De tretten søskende             | Poul T. Rasmussen | 6.950 |
| 1982   | HG 62 "Brødrene"                | Poul T. Rasmussen | 6.950 |
| 1983   | T 1081 Viking af klitmøller     | - Info mangler    | 6.950 |
| 1984   | Hejmdal af Nyborg               | - Info mangler    | 6.950 |
| 1985   | Kis af Esbjerg                  | - Info mangler    | 6.950 |
| 1986   | Drengen Svend af Nykøbing       | Poul T. Rasmussen | 6.950 |
| 1987   | Maries minde af Hundested       | - Info mangler    | 6.950 |
| 1988   | T 454 Anna Af Sillerslev        | - Info mangler    | 6.950 |
| 1989   | Dora Venø af Esbjerg            | - Info mangler    | 6.950 |
| 1990   | RU 30 Firekløveret              | - Info mangler    | 6.950 |
| 1991   | L 456 Laust RUD                 | - Info mangler    | 6.950 |
| 1992   | Bente Irene af Helsingør        | - Info mangler    | 6.950 |
| 1993   | Iris af Esbjerg                 | - Info mangler    | 6.950 |
| 1994   | "Orla" af Esbjerg               | - Info mangler    | 6.950 |
| 1995   | - Info mangler                  | - Info mangler    | ?     |
| 1996   | - Info mangler                  | - Info mangler    | ?     |
| 1997   | - Info mangler                  | - Info mangler    | ?     |
| 1998   | O 1 "Poseidon"                  | - Info mangler    | 6.950 |
| 1999   | A-197 "Viking" af Øster Hurup   | - Info mangler    | 6.950 |
| 2000   | FN. 175 "Conny" af Vesterø Læsø | - Info mangler    | 6.950 |
| 2001   | - Info mangler                  | - Info mangler    | ?     |
| 2002   | - Info mangler                  | - Info mangler    | ?     |
| 2003   | - Info mangler                  | - Info mangler    | ?     |
| 2004   | - Info mangler                  | - Info mangler    | ?     |
| 2005   | - Info mangler                  | - Info mangler    | ?     |
| 2006   | - Info mangler                  | - Info mangler    | ?     |
| 2007   | - Info mangler                  | - Info mangler    | ?     |
| 2008   | - Info mangler                  | - Info mangler    | ?     |
| 2009   | - Info mangler                  | - Info mangler    | ?     |
| 2010   | AS 97 "N. A. Hansen" af Grenå   | ? Brampton        | 6950  |
| 2011   | - Info mangler                  | - Info mangler    | ?     |

## Landbrugsplatter - Landbruget før og nu
Tove Svendsens serie med Landbrugsplatter (Landbruget før og nu) udkom som en årsplatte.
Diameter: 19,4 cm
| Årgang | Motiv                            | Kunstner       | Oplag |
| ------ | -------------------------------- | -------------- | ----- |
| 1980   | Høst                             | - Info mangler | ?     |
| 1981   | Såning                           | - Info mangler | ?     |
| 1982   | Malkning                         | - Info mangler | ?     |
| 1983   | Pløjning med hesteforspand       | - Info mangler | ?     |
| 1984   | Kornet mejes                     | - Info mangler | ?     |
| 1985   | Engen blomstrer- køerne drikke   | - Info mangler | ?     |
| 1986   | Høsten skal hjem                 | - Info mangler | ?     |
| 1987   | Spredning af gødning             | - Info mangler | ?     |
| 1988   | - Info mangler                   | - Info mangler | ?     |
| 1989   | Studeforspand                    | - Info mangler | ?     |
| 1990   | Roerensning med hest             | - Info mangler | ?     |
| 1991   | Idylisk gammel hønsegård         | - Info mangler | ?     |
| 1992   | Grisesti                         | - Info mangler | ?     |
| 1993   | Gammel slåmaskine m. høstapparat | - Info mangler | ?     |
| 1994   | Kørsel med alje                  | - Info mangler | ?     |
| 1995   | Udendørs tærskeværk              | - Info mangler | ?     |
| 1996   | - Info mangler                   | - Info mangler | ?     |
| 1997   | Frilandsgæs                      | - Info mangler | ?     |
| 1998   | Mælken køres til mejeri          | - Info mangler | ?     |
| 1999   | Køerne vandes                    | - Info mangler | ?     |
| 2000   | Landsbysmedien                   | - Info mangler | ?     |
| 2001   | Det gamle mejeri                 | - Info mangler | ?     |
|        |                                  |                |       |

## Jagtplatter
Tove Svendsens serie med jagtplatter udkom som en årsplatte med to udgivelse - en med en fugl og en anden med et pattedyr.
Diameter: 19,4 cm
| Årgang | Motiv              | Kunstner        | Oplag |
| ------ | ------------------ | --------------- | ----- |
| 1974   | Fasan              | John Jønsson    | ?     |
| 1974   | Kronhjort          | John Jønsson    | ?     |
| 1975   | Vildand            | John Jønsson    | ?     |
| 1975   | Ræv                | John Jønsson    | ?     |
| 1976   | Urfugl             | John Jønsson    | ?     |
| 1976   | Hare               | John Jønsson    | ?     |
| 1977   | Agerhøne           | John Jønsson    | ?     |
| 1977   | Grævling           | John Jønsson    | ?     |
| 1978   | Skovsneppe         | John Jønsson    | ?     |
| 1978   | Skovmår            | John Jønsson    | ?     |
| 1979   | Edderfugl          | John Jønsson    | ?     |
| 1979   | Rådyr med kid      | John Jønsson    | ?     |
| 1980   | Egern              | John Jønsson    | ?     |
| 1980   | Skovdue            | John Jønsson    | ?     |
| 1981   | Grågås             | John Jønsson    | ?     |
| 1981   | Vildsvin           | John Jønsson    | ?     |
| 1982   | Odder              | John Jønsson    | ?     |
| 1982   | Stor regnspove     | John Jønsson    | ?     |
| 1983   | Råbuk              | John Jønsson    | ?     |
| 1983   | - And              | John Jønsson    | ?     |
| 1984   | Lækat              | John Jønsson    | ?     |
| 1984   | - Fugl             | John Jønsson    | ?     |
| 1985   | Krikand            | John Jønsson    | ?     |
| 1985   | - Dyr              | John Jønsson    | ?     |
| 1986   | - Fugl             | - info mangler  | ?     |
| 1987   | Elg                | John Jønsson    | ?     |
| 1987   | And                | John Jønsson    | ?     |
| 1988   | Spættet sæl        | G. Jensen       | ?     |
| 1989   | Vild kanin         | Alice Rasmussen | ?     |
| 1989   | Blishøne           | - info mangler  | ?     |
| 1990   | Havlit             | - info mangler  | ?     |
| 1990   | Husmår             | - info mangler  | ?     |
| 1991   | Pibeand            | - info mangler  | ?     |
| 1991   | Kronhjort          | - info mangler  | ?     |
| 1992   | Taffeland          | - info mangler  | ?     |
| 1992   | Dådyr              | - info mangler  | ?     |
| 1993   | Toppet Lappedykker | - info mangler  | ?     |
| 1993   | Brud               | - info mangler  | ?     |
| 1994   | Hvinand            | - info mangler  | ?     |
| 1994   | Vild mink          | - info mangler  | ?     |
| 1995   | Brushane           | - info mangler  | ?     |
| 1995   | Vaskebjørn         | - info mangler  | ?     |
| 1996   | - info mangler     | - info mangler  | ?     |
| 1997   | Kobbersneppe       | - info mangler  | ?     |
| 1997   | Grå egern          | - info mangler  | ?     |
| 1998   | Jærv               | - info mangler  | ?     |
| 1999   | - info mangler     | - info mangler  | ?     |
| 2000   | - info mangler     | - info mangler  | ?     |
| 2001   | Pomeransfugl       | - info mangler  | ?     |
| 2001   | Brun bjørn         | - info mangler  | ?     |
| 2002   | - info mangler     | - info mangler  | ?     |

## Hesteplatter
Tove Svendsens serie med hesteplatter udkom som en årsplatte.
Diameter: 19,4 cm
| Årgang | Motiv           | Kunstner            | Oplag |
| ------ | --------------- | ------------------- | ----- |
| 1975   | - info mangler  | - info mangler      | ?     |
| 1976   | - info mangler  | - info mangler      | ?     |
| 1977   | - info mangler  | - info mangler      | ?     |
| 1978   | - info mangler  | - info mangler      | ?     |
| 1979   | Hannoveraner    | Poul T. Christensen | 5.750 |
| 1980   | Oldenburger     | Poul T. Christensen | 5.750 |
| 1981   | - info mangler  | - info mangler      | ?     |
| 1982   | - info mangler  | - info mangler      | ?     |
| 1983   | - info mangler  | - info mangler      | ?     |
| 1984   | Lippizaner      | Poul T. Christensen | 5.750 |
| 1985   | - info mangler  | - info mangler      | ?     |
| 1986   | - info mangler  | - info mangler      | ?     |
| 1987   | - info mangler  | - info mangler      | ?     |
| 1988   | - info mangler  | - info mangler      | ?     |
| 1989   | Jyske hest      | Poul T. Christensen | 5.975 |
| 1990   | - info mangler  | - info mangler      | ?     |
| 1991   | - info mangler  | - info mangler      | ?     |
| 1992   | Shetlands pony  | Poul T. Christensen | 5.975 |
| 1993   | - info mangler  | - info mangler      | ?     |
| 1994   | - info mangler  | - info mangler      | ?     |
| 1995   | - info mangler  | - info mangler      | ?     |
| 1996   | - info mangler  | - info mangler      | ?     |
| 1997   | - info mangler  | - info mangler      | ?     |
| 1998   | - info mangler  | - info mangler      | ?     |
| 1999   | - info mangler  | - info mangler      | ?     |
| 2000   | Svensk Varmblod | - info mangler      | 5.975 |
| 2001   | - info mangler  | - info mangler      | ?     |
| 2002   | - info mangler  | - info mangler      | ?     |

## Hundeplatter
Diameter: 19,4 cm
| Motiv                      | Kunstner       | Oplag |
| -------------------------- | -------------- | ----- |
| Bearded Collie             | - info mangler | ?     |
| Berner senne               | - info mangler | ?     |
| Cockerspaniel              | John Jönsson   | ?     |
| Collie                     | - info mangler | ?     |
| Doberman Pinscher          | - info mangler | ?     |
| Islandsk fårhund           | - info mangler | ?     |
| Keeshound Dutch            | John Jönsson   | ?     |
| Kleine Munsterlænder       | - info mangler | ?     |
| Korthåret gravhund         | - info mangler | ?     |
| Korthåret Tysk Hønsehund   | - info mangler | ?     |
| Labrador Retriever         | - info mangler | ?     |
| Münsterländer hund         | - info mangler | ?     |
| New Foundlænder            | - info mangler | ?     |
| Old English Sheepdog       | - info mangler | ?     |
| Pommersk spidshund         | - info mangler | ?     |
| Ruhåret Foxterrier         | - info mangler | ?     |
| Schæferhund                | - info mangler | ?     |
| Sct. Bernhards hund        | - info mangler | ?     |
| Staffordshire Bull Terrier | - info mangler | ?     |
| Tysk Ruhåret               | - info mangler | ?     |
| Weimaraner                 | - info mangler | ?     |
| Yorkshire Terrier          | John Jönsson   | ?     |
| - info mangler             | - info mangler | ?     |
| - info mangler             | - info mangler | ?     |

## Fugleplatter
Tove Svendsens serie med fugleplatter udkom som en årsplatte.
Diameter: 19,4 cm
| Årgang | Motiv            | Kunstner        | Oplag |
| ------ | ---------------- | --------------- | ----- |
| 1975   | Musvit           | John Jönsson    | ?     |
| 1976   | Bogfinke         | John Jönsson    | ?     |
| 1977   | Dompap           | John Jönsson    | ?     |
| 1978   | Rødkælk          | John Jönsson    | ?     |
| 1979   | Hvid Vipstjært   | John Jönsson    | ?     |
| 1980   | Stær             | John Jönsson    | ?     |
| 1981   | Landsvale        | John Jönsson    | ?     |
| 1982   | Blåmejse         | John Jönsson    | ?     |
| 1983   | Sanglærke        | John Jönsson    | ?     |
| 1984   | Sangdrossel      | John Jönsson    | ?     |
| 1985   | Gærdesmutte      | John Jönsson    | ?     |
| 1986   | Gråspurv         | John Jönsson    | ?     |
| 1987   | Silkehale        | Alice Rasmussen | ?     |
| 1988   | Skade / Husskade | Alice Rasmussen | ?     |
| 1989   | Halemejse        | Alice Rasmussen | ?     |
| 1990   | Grønirisk        | Alice Rasmussen | ?     |
| 1991   | Solsort          | Alice Rasmussen | ?     |
| 1992   | Fuglekonge       | Alice Rasmussen | ?     |
| 1993   | Kernebidder      | - info mangler  | ?     |
| 1994   | Nattergal        | - info mangler  | ?     |
| 1995   | Havesanger       | - info mangler  | ?     |
| 1996   | Gulspurv         | - info mangler  | ?     |
| 1997   | Sjagger          | - info mangler  | ?     |
| 1998   | Spætmejse        | - info mangler  | ?     |

## Fiskeplatter
Tove Svendsens serie med fiskeplatter udkom som en årsplatte.
Diameter: 19,4 cm
| Årgang | Motiv          | Kunstner       | Oplag |
| ------ | -------------- | -------------- | ----- |
| 1974   | Rødspætte      | - info mangler | ?     |
| 1974   | Gedde          | - info mangler | ?     |
| 1975   | - info mangler | - info mangler | ?     |
| 1976   | Stalling       | - info mangler | ?     |
| 1977   | Hornfisk       | - info mangler | ?     |
| 1977   | Laks           | - info mangler | ?     |
| 1978   | Stenbider      | - info mangler | ?     |

## Juleplatter
Tove Svendsens serie med juleplatter udkom som en årsplatte.
Diameter: 19,4 cm
| Årgang | Motiv                          | Kunstner       | Oplag |
| ------ | ------------------------------ | -------------- | ----- |
| 1980   | - info mangler                 | - info mangler | ?     |
| 1981   | Snevejr på julemarkedet.       | - info mangler | ?     |
| 1982   | Fugle bag den frosne rude.     | - info mangler | ?     |
| 1983   | - info mangler                 | - info mangler | ?     |
| 1984   | - info mangler                 | - info mangler | ?     |
| 1985   | - info mangler                 | - info mangler | ?     |
| 1986   | - info mangler                 | - info mangler | ?     |
| 1987   | - info mangler                 | - info mangler | ?     |
| 1988   | - info mangler                 | - info mangler | ?     |
| 1989   | - info mangler                 | - info mangler | ?     |
| 1990   | - info mangler                 | - info mangler | ?     |
| 1991   | - info mangler                 | - info mangler | ?     |
| 1992   | Juletræet med sin pynt         | - info mangler | ?     |
| 1993   | - info mangler                 | - info mangler | ?     |
| 1994   | I sne står urt og busk i skjul | - info mangler | ?     |
| 1995   | - info mangler                 | - info mangler | ?     |
| 1996   | - info mangler                 | - info mangler | ?     |
| 1997   | Julen har englelyd             | - info mangler | ?     |
| 1998   | - info mangler                 | - info mangler | ?     |